# أنيليمة شعيرية
أنيليمة شعيرية (الاسم العلمي: Aneilema setiferum) هي نوع من النباتات تتبع جنس الأنيليمة من الفصيلة الوعلانية.